# Nguyễn Thị Bích Thùy
Nguyễn Thị Bích Thùy (sinh ngày 1 tháng 5 năm 1994) là cầu thủ bóng đá chơi ở vị trí tiền vệ cho câu lạc bộ bóng đá Thái Nguyên T&T và đội tuyển quốc gia Việt Nam.
Sau chiến tích cùng đội tuyển quốc gia lọt vào vòng chung kết Giải vô địch bóng đá nữ thế giới 2023, Thùy được Chủ tịch nước Việt Nam Nguyễn Xuân Phúc tặng huân chương Lao động hạng ba. Cô chính là người hùng của Việt Nam khi là người khi bàn thắng quyết định trong trận play-off trước đội tuyển nữ Đài Loan, qua đó giúp  Việt Nam lọt vào vòng chung kết Giải vô địch bóng đá nữ thế giới 2023.
Tháng 3 năm 2024, Bích Thùy rời Thành phố Hồ Chí Minh I sau 14 năm và kí hợp đồng 2 năm với Thái Nguyên T&T.

## Thống kê bàn thắng quốc tế
Tính đến ngày 28 tháng 11 năm 2023.
| Đội tuyển quốc gia | Năm       | Số trận ra sân | Bàn thắng |
| ------------------ | --------- | -------------- | --------- |
| Việt Nam           | 2015      | 4              | 0         |
| Việt Nam           | 2016      | 11             | 0         |
| Việt Nam           | 2017      | 7              | 2         |
| Việt Nam           | 2018      | 2              | 5         |
| Việt Nam           | 2019      | 14             | 0         |
| Việt Nam           | 2020      | 2              | 0         |
| Việt Nam           | 2021      | 1              | 2         |
| Việt Nam           | 2022      | 13             | 1         |
| Việt Nam           | 2023      | 14             | 6         |
| Tổng cộng          | Tổng cộng | 70             | 16        |

## Bàn thắng quốc tế
| No. | Ngày                 | Địa điểm                                                                   | Đối thủ           | Tỉ số | Kết quả | Giải đấu                                     |
| --- | -------------------- | -------------------------------------------------------------------------- | ----------------- | ----- | ------- | -------------------------------------------- |
| 1.  | 7 tháng 4 năm 2017   | Vietnam FYT Center Sân số 3, Hà Nội, Việt Nam                              | Singapore         | 7-0   | 8–0     | Vòng loại Cúp bóng đá nữ châu Á 2018         |
| 2.  | 20 tháng 8 năm 2017  | Sân vận động UM Arena, Kuala Lumpur, Malaysia                              | Myanmar           | 2–1   | 3–1     | Đại hội Thể thao Đông Nam Á 2017             |
| 3.  | 16 tháng 8 năm 2018  | Sân vận động Học viện Giáo dục thể chất Cơ sở Chonburi, Chonburi, Thái Lan | Campuchia         | 6–0   | 10–0    | Giải vô địch bóng đá nữ Đông Nam Á 2019      |
| 4.  | 16 tháng 8 năm 2018  | Sân vận động Học viện Giáo dục thể chất Cơ sở Chonburi, Chonburi, Thái Lan | Campuchia         | 7–0   | 10–0    | Giải vô địch bóng đá nữ Đông Nam Á 2019      |
| 5.  | 16 tháng 8 năm 2018  | Sân vận động Học viện Giáo dục thể chất Cơ sở Chonburi, Chonburi, Thái Lan | Campuchia         | 8–0   | 10–0    | Giải vô địch bóng đá nữ Đông Nam Á 2019      |
| 6.  | 16 tháng 8 năm 2018  | Sân vận động Học viện Giáo dục thể chất Cơ sở Chonburi, Chonburi, Thái Lan | Campuchia         | 9–0   | 10–0    | Giải vô địch bóng đá nữ Đông Nam Á 2019      |
| 7.  | 18 tháng 8 năm 2018  | Sân vận động Học viện Giáo dục thể chất Cơ sở Chonburi, Chonburi, Thái Lan | Indonesia         | 1–0   | 7–0     | Giải vô địch bóng đá nữ Đông Nam Á 2019      |
| 8.  | 29 tháng 11 năm 2021 | Sân vận động Pamir, Dushanbe, Tajikistan                                   | Tajikistan        | 2–0   | 7–0     | Vòng loại Cúp bóng đá nữ châu Á 2022         |
| 9.  | 29 tháng 11 năm 2021 | Sân vận động Pamir, Dushanbe, Tajikistan                                   | Tajikistan        | 4–0   | 7–0     | Vòng loại Cúp bóng đá nữ châu Á 2022         |
| 10. | 6 tháng 2 năm 2022   | Sân vận động DY Patil, Navi Mumbai, Ấn Độ                                  | Đài Bắc Trung Hoa | 2–1   | 2–1     | Cúp bóng đá nữ châu Á 2022                   |
| 11. | 5 tháng 4 năm 2023   | Dasarath Rangasala, Kathmandu, Nepal                                       | Nepal             | 3–0   | 5–1     | Vòng loại bóng đá nữ Thế vận hội Mùa hè 2024 |
| 12. | 3 tháng 5 năm 2023   | Sân vận động RCAF Old, Phnom Penh, Campuchia                               | Malaysia          | 2–0   | 3–0     | Bóng đá tại Đại hội Thể thao Đông Nam Á 2023 |
| 13. | 9 tháng 5 năm 2023   | Sân vận động RSN, Phnom Penh, Campuchia                                    | Philippines       | 1–1   | 1–2     | Bóng đá tại Đại hội Thể thao Đông Nam Á 2023 |
| 14. | 22 tháng 9 năm 2023  | Sân vận động thể thao trung tâm Ôn Châu, Ôn Châu, Trung Quốc               | Nepal             | 2–0   | 2–0     | Đại hội Thể thao châu Á 2022                 |
| 15. | 25 tháng 9 năm 2023  | Sân vận động thể thao trung tâm Ôn Châu, Ôn Châu, Trung Quốc               | Bangladesh        | 4–0   | 6–1     | Đại hội Thể thao châu Á 2022                 |
| 16. | 25 tháng 9 năm 2023  | Sân vận động thể thao trung tâm Ôn Châu, Ôn Châu, Trung Quốc               | Bangladesh        | 6–0   | 6–1     | Đại hội Thể thao châu Á 2022                 |